# Антъни Андрюс
Антъни Колин Джералд Андрюс (на английски: Anthony Colin Gerald Andrews) (роден на 12 януари 1948 г.) е английски телевизионен, кино и сценичен актьор, известен най-вече с ролята си на лорд Себастиан Флайт в телевизионния филм на Ай Ти Ви „Завръщане в Брайдсхед“ (1981). Известен е също и с ролята си на Скарлет Пимпернел и тази на английския министър-председател Стенли Болдуин в „Речта на краля“ (2010). За участието си в „Завръщане в Брайдсхед“ Андрюс спечели „Златен глобус“ и награда БАФТА, както и номинация за „Еми“.
Прави сценичния си дебют на осемгодишна възраст. През 1971 г. се жени за Джорджина Симпсън. Имат три деца.